# Gaivota-prateada-americana
A gaivota-prateada-americana (Larus smithsonianus) é uma ave da família Laridae. É muito parecida com a gaivota-prateada, sendo praticamente impossível de distinguir no campo (embora alguns imaturos apresentem a plumagem mais escura).
Esta gaivota distribui-se pela América do Norte (principalmente pelo Canadá), sendo de ocorrência acidental na Europa continental (embora pareça ser regular nos Açores).

## Subespécies
A espécie é monotípica (não são reconhecidas subespécies).